# چرموک
چرموک روستایی از توابع بخش ریز شهرستان جم استان بوشهر در جنوب ایران.
این روستا در دهستان تشان قرار دارد و بر اساس سرشماری سال ۱۳۸۵ جمعیت آن (۱۵ خانوار) ۶۳ نفر است.